# Spießente
Die Spießente (Anas acuta) ist eine Art aus der Familie der Entenvögel (Anatidae), die im Norden Eurasiens und in Nordamerika weit verbreitet ist. In Mitteleuropa brütet diese Art nur unregelmäßig und verhältnismäßig selten. Sie ist hier überwiegend Durchzügler und Wintergast und hält sich von September bis April vor allem im Tiefland und in den Küstenregionen auf.
Die Spießente ist etwas kleiner als eine Stockente. Der Erpel weist im Prachtkleid einen langen und spitz ausgezogenen Schwanz auf, der zu dem Namen Spießente geführt hat. Das Weibchen hat ganzjährig ein hellbraunes Federkleid, bei dem die einzelnen Federn des Deckgefieders breit grau gesäumt sind.
Spießenten sind Brutvögel der offenen Niederungslandschaften, die größere, stehende Binnengewässer und Überschwemmungsflächen aufweisen. Das Nest wird am Boden gebaut und befindet sich häufig in einiger Entfernung von offenen Wasserflächen. Spießenten ernähren sich überwiegend von Wasserpflanzen, die sie gründelnd aufnehmen. Außerhalb der Brutzeit bilden Spießenten häufig große Schwärme. Im Wolgadelta bestehen diese Schwärme gelegentlich aus 150.000 bis 300.000 Individuen. Die Art gilt als weltweit nicht bedroht. In der Roten Liste der Brutvögel Deutschlands von 2020 wird die Art in der Kategorie 3 als „stark gefährdet“ geführt.

## Erscheinungsbild

### Körpermaße und Federkleid ausgewachsener Spießenten
Die Spießente wirkt sehr schlank und weist einen auffallend langen und dünnen Hals auf. Erpel erreichen ausgewachsen eine Körperlänge von 59 bis 76 Zentimetern. Ihr Körpergewicht liegt in einer Bandbreite von 550 bis 1300 Gramm und beträgt im Durchschnitt etwa 850 Gramm. Die durchschnittliche Flügellänge beträgt bei Männchen etwa 27,5 Zentimeter. Weibchen sind mit einer Körperlänge von 51 bis 64 Zentimetern und einer Flügellänge von 26 Zentimetern etwas kleiner und mit einem durchschnittlichen Körpergewicht von 735 Gramm (400–1200 Gramm) auch leichter als die Männchen. Ihr Gewichtsminimum weisen Spießenten in der Regel im Februar eines Jahres auf; das Gewichtsmaximum wird von Erpeln im Oktober und von Weibchen im August erreicht.

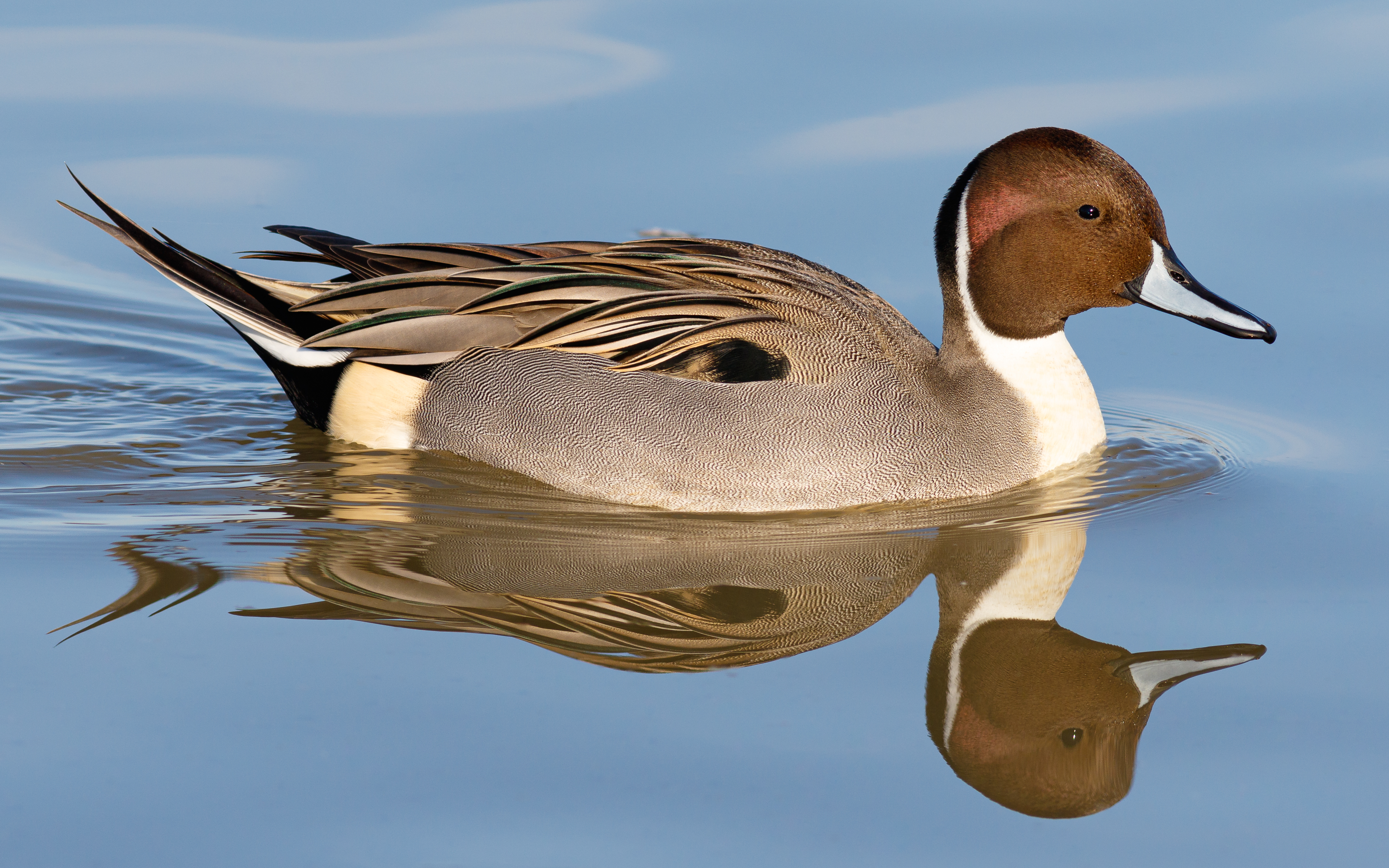
Spießentenerpel

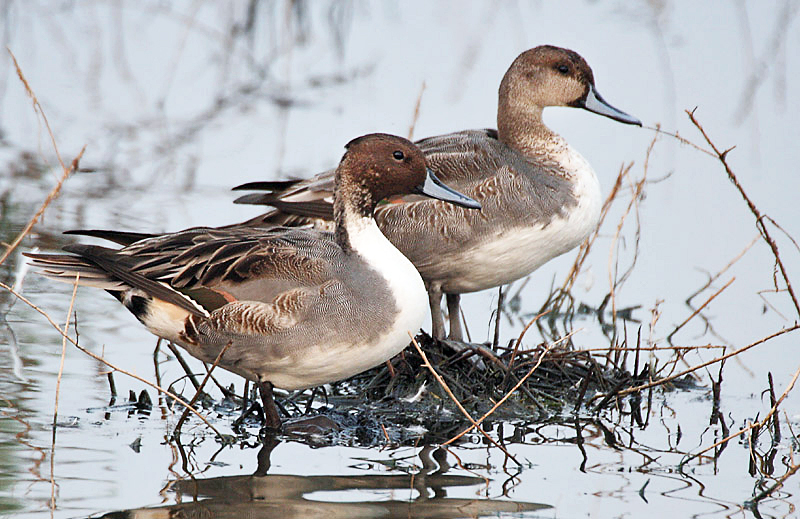
Spießentenerpel im Ruhekleid an einem Überwinterungsplatz in Indien

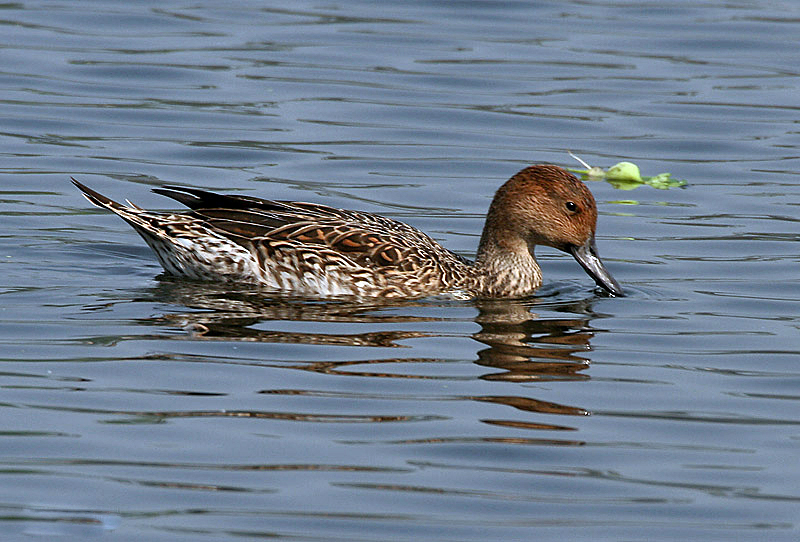
Weibchen

Im Prachtkleid sind die Männchen an Kehle, vorderem Unterhals und den Kopfseiten dunkelbraun gefärbt. Der Oberkopf unterscheidet sich von den anderen Kopfpartien durch eine nochmals dunklere Färbung. In der Nackenmitte verläuft ein fast schwarzes Längsband. Der Schnabel ist blaugrau. Ein schmaler weißer und deutlich abgegrenzter Keil reicht an den hinteren Kopfseiten bis etwa zur Schnabelhöhe. Aufgrund dieser charakteristischen Kopfzeichnung sind die Erpel der Spießente eindeutig von anderen Entenarten im Verbreitungsgebiet unterscheidbar. Die Brust und die untere Hälfte des Vorderhalses sind weiß. Die großen Schulterfedern sind stark verlängert und weisen einen breiten, weißgelblichen bis hellbräunlichen Flügelspiegel auf. Die Flanken sind schmal dunkelgrau-weiß gebändert, die Körperunterseite ist weiß. Vor den scharf abgesetzten, schwarzen Unterschwanzdecken findet sich eine weißgelbliche bis hellbräunliche Federpartie. Die langen und spitz ausgezogenen Schwanzfedern weisen eine Länge von bis zu zehn Zentimeter auf. Die mittleren Steuerfedern sind schwarz; die an die mittleren Steuerfedern anschließenden weisen eine schwarze Außenfahne auf, die Innenfahnen sind dagegen graubraun mit hellbräunlichen Rändern. Die außenliegenden Steuerfedern sind außen dunkel und innen hell braungrau. Im Ruhekleid ähnelt der Erpel dem Weibchen. Einzelne Erpel weisen am Rücken, an den Schultern sowie am Bürzel einzelne schwarzgraue Federn mit einer groben graubraunen und weißen Querwellung auf. Die mittleren Steuerfedern sind beim Männchen auch im Ruhekleid leicht verlängert. Der Wechsel ins Ruhekleid beginnt beim Männchen etwa ab Juni. Die Umfärbung ins Prachtkleid beginnt im Dezember und ist meist im Januar bis Februar abgeschlossen.
Ausgewachsene Weibchen haben ein hellbraunes Gefieder. Das Deckgefieder ist breit grau gesäumt. Sie weisen dadurch insgesamt einen ausgeprägteren Grauton als die Weibchen anderer Arten aus der Gattung der Eigentlichen Enten auf. Weitere Unterscheidungsmerkmale sind der lange Hals und der lange, graue bis bläulich-hornfarbene Schnabel, der im Vergleich zur Stockente deutlich schmaler ist. Wie beim Männchen haben auch die Beine eine graue bis graublaue Farbe. Die Schwimmhäute sind schwärzlich. Bei beiden Geschlechtern ist die Iris braun.

### Erscheinungsbild von Jungvögeln und Küken
Noch nicht ausgewachsene Spießenten ähneln in ihrem Jugendkleid dem Weibchen. Bei ihnen ist allerdings die Bauchseite gefleckt, während adulte Weibchen ein fast einfarbiges Bauchgefieder aufweisen. Die Federn auf der Körperoberseite weisen bei Jungvögeln einen schmäleren grauen Saum auf. Dadurch wirken Jungvögel insgesamt etwas dunkler als die ausgewachsenen Weibchen. Junge Erpel wechseln in ihrem ersten Winter erstmals in das Prachtkleid. Einzelne Federpartien auf der Körperoberseite und die äußeren Steuerfedern bleiben dabei noch unvermausert. Die mittleren Steuerfedern erreichen noch nicht die Länge, wie sie für adulte Erpel charakteristisch ist.
Die Küken der Spießenten gleichen in ihrem Dunenkleid denen der Stockenten. Der Oberkopf und der Rücken sind olivbraun. Ein heller Längsstreifen verläuft beiderseits des Mittelrückens von den Flügeln bis zu den Schwanzseiten. Das rahmbraune Gesicht der Küken ist von einem dunklen Augen- und Backenstreifen durchzogen. Die Körperunterseite der Küken ist rahmweiß bis blassbraun. Der Schnabel ist bleigrau; die Füße sowie die Beine sind hellgrau bis grünlichgrau. Bereits nach der zweiten Lebenswoche wird das Zeichnungsmuster des Dunenkleides zunehmend undeutlicher. Dreiwöchige Spießenten haben an Schulter, Flanken und Schwanz bereits gut erkennbare, etwa 1,3 Zentimeter lange Federn. In einem Alter von etwa sechs Wochen sind die Spießenten voll befiedert. Reste der Dunenfedern finden sich noch an Hals, Rücken, Bürzel und Flügel. Mit etwa sieben Wochen sind die Jungenten flugfähig.

### Fortbewegung

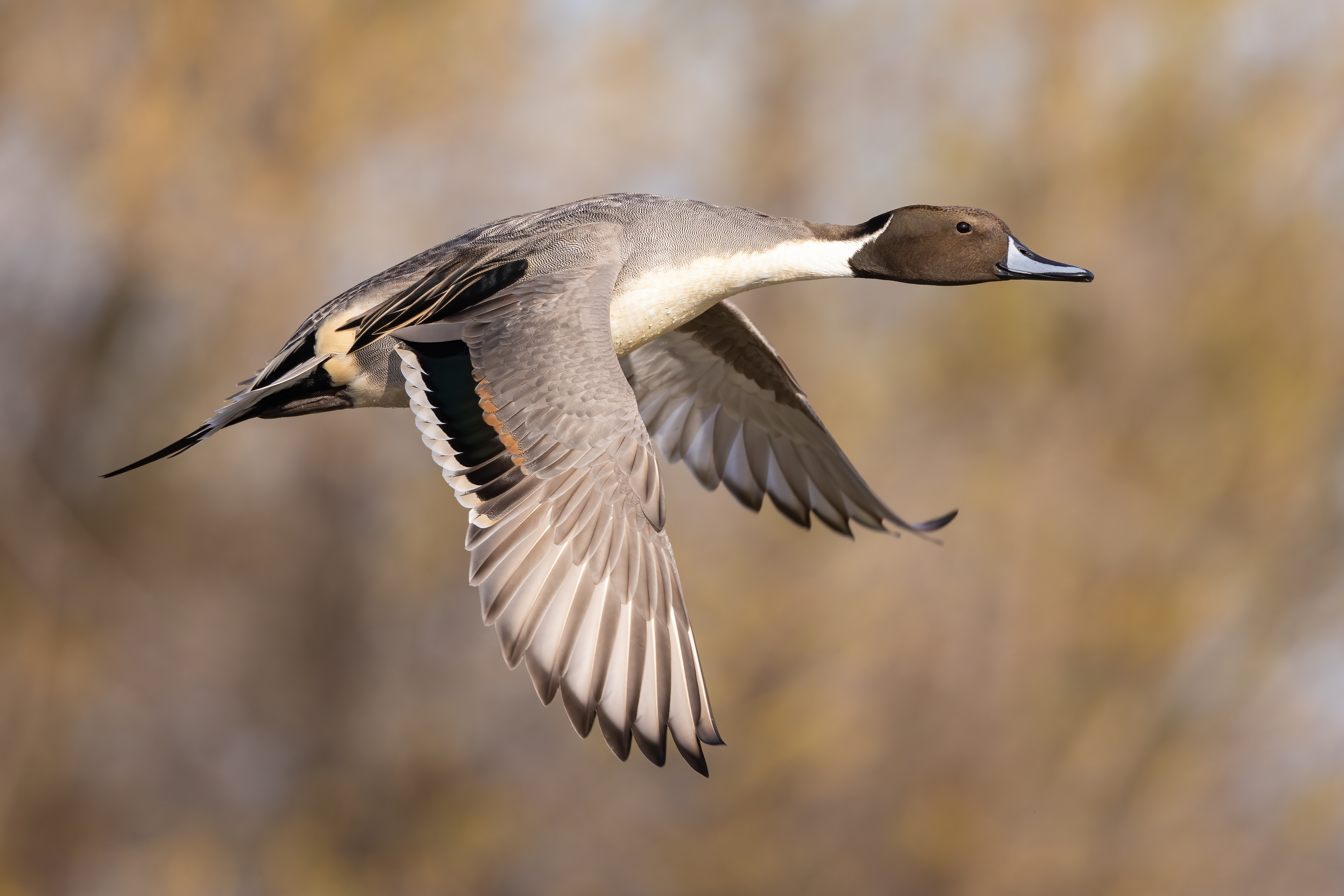
Erpel im Flug, Llano Seco Unit des Sacramento National Wildlife Refuge Complex, Kalifornien

Spießenten können an Land geschickt laufen. Im Wasser liegen sie relativ hoch, so dass der größte Teil des Körpers und der Schwanz sichtbar sind. Die langen Steuerfedern weisen bei schwimmenden Männchen leicht schräg nach oben.
Der Flug der Spießenten ist sehr schnell. Die Flügel sind dabei im Unterschied zu den meisten anderen Entenarten leicht nach hinten zurückgebogen. Wegen der schlanken Körperform und den verhältnismäßig langen und schmalen Flügeln bezeichnet die Ornithologin Janet Kear das Flugbild der Spießenten als „nahezu möwengleich“. Beim Erpel sind im Flug sehr gut die bronzegrünen und rotbraunen Flügelspiegel sichtbar, die an ihrem vorderen Ende mit einem braunen und an ihrem hinteren Ende mit einer schwarz-weißen Binde gefasst sind. Beim Weibchen sind diese Flügelspiegel weniger gut zu erkennen. Zu den eindeutigen Feldkennzeichen fliegender Spießenten gehören neben der langgestreckten Körperform außerdem der schmale helle Hinterrand der Flügel und der dünne Hals. Fliegen Spießenten vom Wasser auf, so benötigen sie keine Laufphase, sondern starten relativ steil aus dem Wasser. Beim Landen im Wasser strecken sie die Füße weit nach vorne.

## Stimme
Die Stimmäußerungen beider Geschlechter sind wenig auffällig. Weibchen der Spießente lassen ihre Stimme darüber hinaus nur selten hören. Ihr Ruf erinnert an das Quaken der weiblichen Stockente und fällt wie bei dieser in der Tonhöhe leicht ab. Der Schreckruf aufgescheuchter Weibchen ist ein in der Tonhöhe dunkles croak. Balzende oder erregte Erpel der Spießente äußern ein leises, nasales wä-glück-hä oder krlük. Dabei wird der Hals zunächst gestreckt und dann wieder eingezogen. Diese Rufe ähneln der der Krickente. Die der Spießente sind allerdings in ihrer Tonhöhe etwas tiefer und gedämpfter. Spießentenerpel, die sich gestört fühlen, lassen außerdem ein leises und nasal klingendes wrä wrä wrä... hören.

## Verbreitung
Die holarktisch verbreitete Spießente ist die am weitesten im Norden brütende Gründelente. Ihr Brutgebiet, dessen Verbreitungsgrenzen in Eurasien zwischen den Juli-Isothermen von 6 und 23 °C, in Nordamerika sogar bis 28 °C liegen, erstreckt sich bis in die arktische Tundra hinein. Sie ist dort die häufigste Entenart. In geeigneten arktischen Habitaten brüten bis zu 5 Brutpaare je Quadratkilometer. Im Mackenzie-Delta, das den Lebensraumanforderungen der Spießenten besonders entspricht, wurden sogar bis zu 8,8 Brutpaare je Quadratkilometer gezählt.

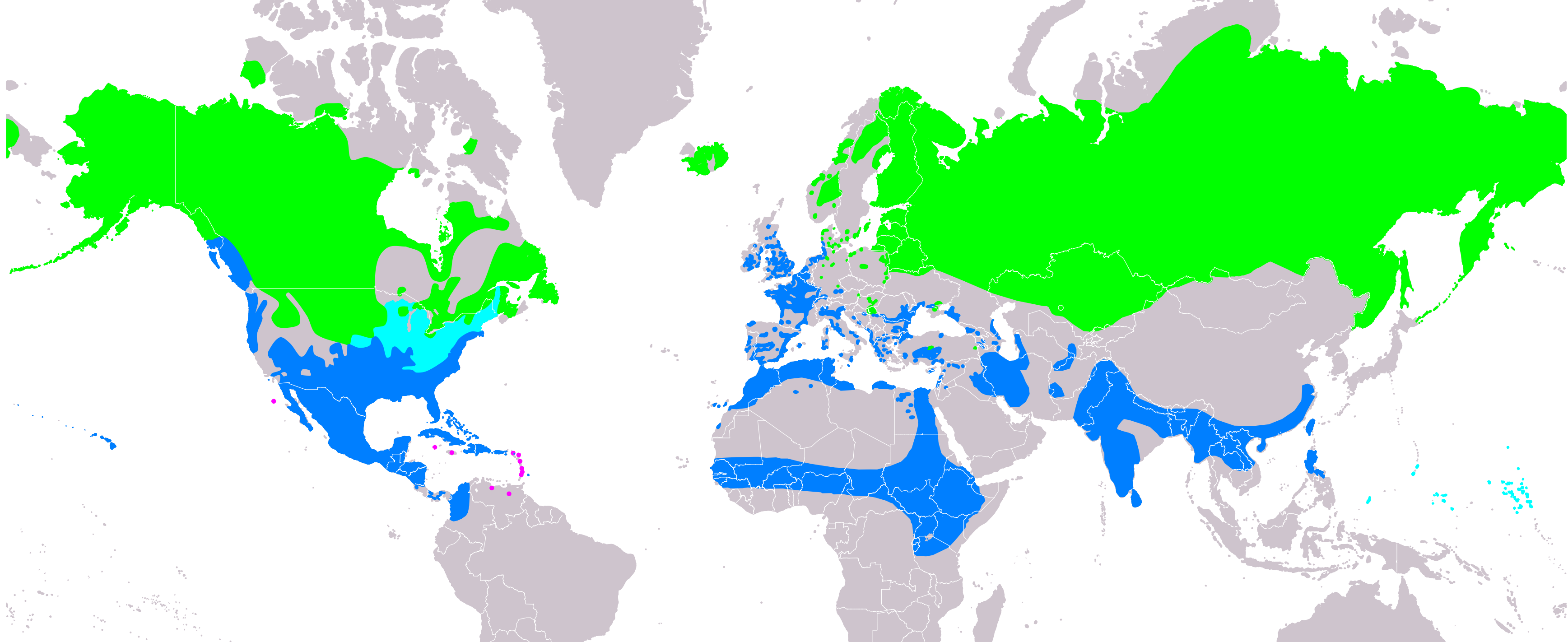
Verbreitung weltweit:
Brutgebiete
Migration
Überwinterungsgebiete
Streifzüge (Saisonalität unsicher)

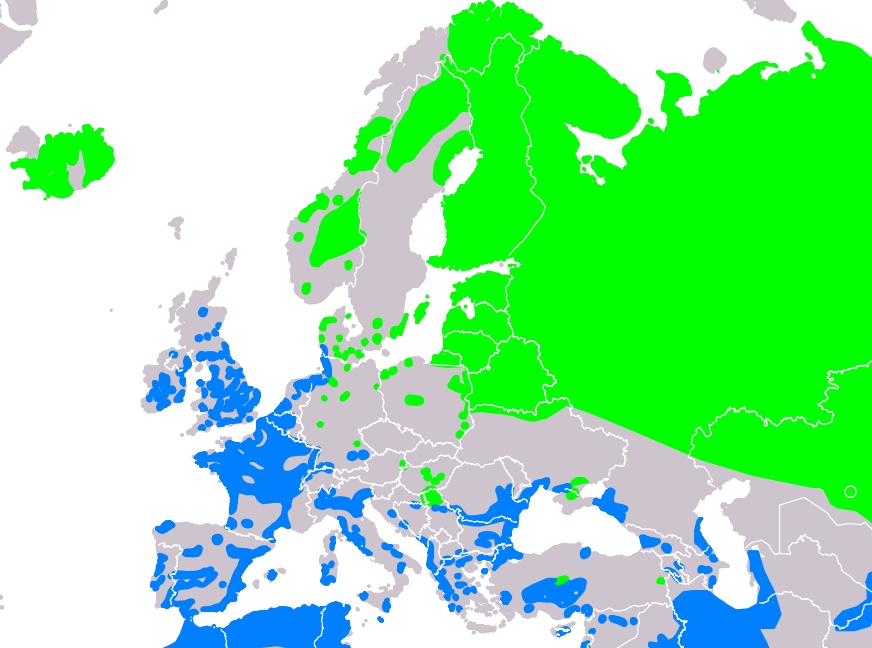
Europäische Verbreitung:
Brutgebiete
Überwinterungsgebiete

Das Verbreitungsgebiet der Spießenten erstreckt sich insgesamt etwa über eine Fläche von 10 Millionen Quadratkilometer und ist damit das größte aller Entenvögel. Es reicht von den Küstenregionen Islands, der Nordspitze Irlands und Großbritanniens über Eurasien bis nach Kanada, Alaska, den Mittleren Westen der USA und dem Südwesten Grönlands. Im Westen Europas finden sich einige vorgeschobene, teils nur sporadisch besetzte Brutplätze in der Camargue, in Südspanien und im Po-Delta. Etwa 90 Prozent des europäischen Brutbestands brütet auf russischem Gebiet. In Deutschland sind Spießenten dagegen verhältnismäßig seltene Brutvögel. Der Brutbestand wird auf etwa 300 Paare geschätzt. Die meisten brüten in der norddeutschen Tiefebene. Brutvorkommen gibt es auch in der ungarischen Tiefebene und daran anschließend vereinzelt auch im Osten Österreichs.
In einigen Regionen des Verbreitungsgebietes ist die Spießente ein Standvogel. Dazu gehören Großbritannien und der Nordwesten der USA. Die überwiegende Zahl der Spießenten überwintert in Regionen, die südlich des Brutgebietes liegen. Bezogen auf ihre Überwinterungsplätze weisen sie eine hohe Standorttreue auf.
Nordamerikanische Brutvögel überwintern zum größten Teil südlich des 40. nördlichen Breitengrades. Ihr Überwinterungsgebiet erreicht in Panama fast den Äquator. Eine besonders hohe Zahl überwinternder Spießenten findet sich in Kalifornien sowie in der Küstenregion von Mexiko und dem US-amerikanischen Bundesstaat Louisiana. In Afrika reichen die Überwinterungsgebiete eurasischer Brutvögel bis nach Tansania, Nigeria, Mali und Senegal. In Asien überwintern Teile der Populationen auch im tropischen Südasien. Sie ziehen teilweise bis nach Sri Lanka und Borneo. Irrgäste erreichen gelegentlich auch Mikronesien, Polynesien und Neuguinea. Ein Erpel der Spießente wurde im Juli 1985 nordöstlich von Perth, Australien beobachtet.
Nicht alle Spießenten ziehen weit nach Süden. Im Westen Europas zählen die Atlantikküste Frankreichs sowie Großbritannien und Irland zu den wichtigen Überwinterungsquartieren. Auch in den Niederlanden finden sich im Januar tausende von Spießenten. Zu den Überwinterungsquartieren zählt auch der Mittelmeerraum. Hier finden sich im Winter Spießenten von Südspanien und Marokko bis ins Nildelta. Eine kleine Anzahl von Spießenten überwintert auf pazifischen Inseln. In Hawaii finden sich jährlich einige hundert Vögel ein, die dort den Winter auf überfluteten Niederungsflächen verbringen.
Eine Reihe von Beringungsfunden belegt eine Vielzahl von Ozeanüberquerungen für Spießenten, wobei Pazifiküberquerungen häufiger vorkommen als Überquerungen des Atlantiks. Die auf Hawaii überwinternden Vögel brüten im Osten Russlands. In Japan beringte Spießenten wurden im Osten der USA wiedergefunden. Die Flugleistungen der Spießenten sind dabei beeindruckend. Eine im kanadischen Labrador beringte Spießente wurde neun Tage später von einem Jäger in Großbritannien geschossen. Anhand der Beringungsfunde konnte man bei einer anderen Spießente nachweisen, dass sie über Nacht 560 Kilometer zurückgelegt hatte.

## Lebensraum
Spießenten sind grundsätzlich Brutvögel offener Landschaften. Bewaldete Regionen werden von ihnen gemieden. Der Aktivitätsraum eines Spießentenpaares umfasst etwa 500 Hektar, wobei es sowohl intra- wie interspezifische Überlappungen im Aktivitätsraum gibt.

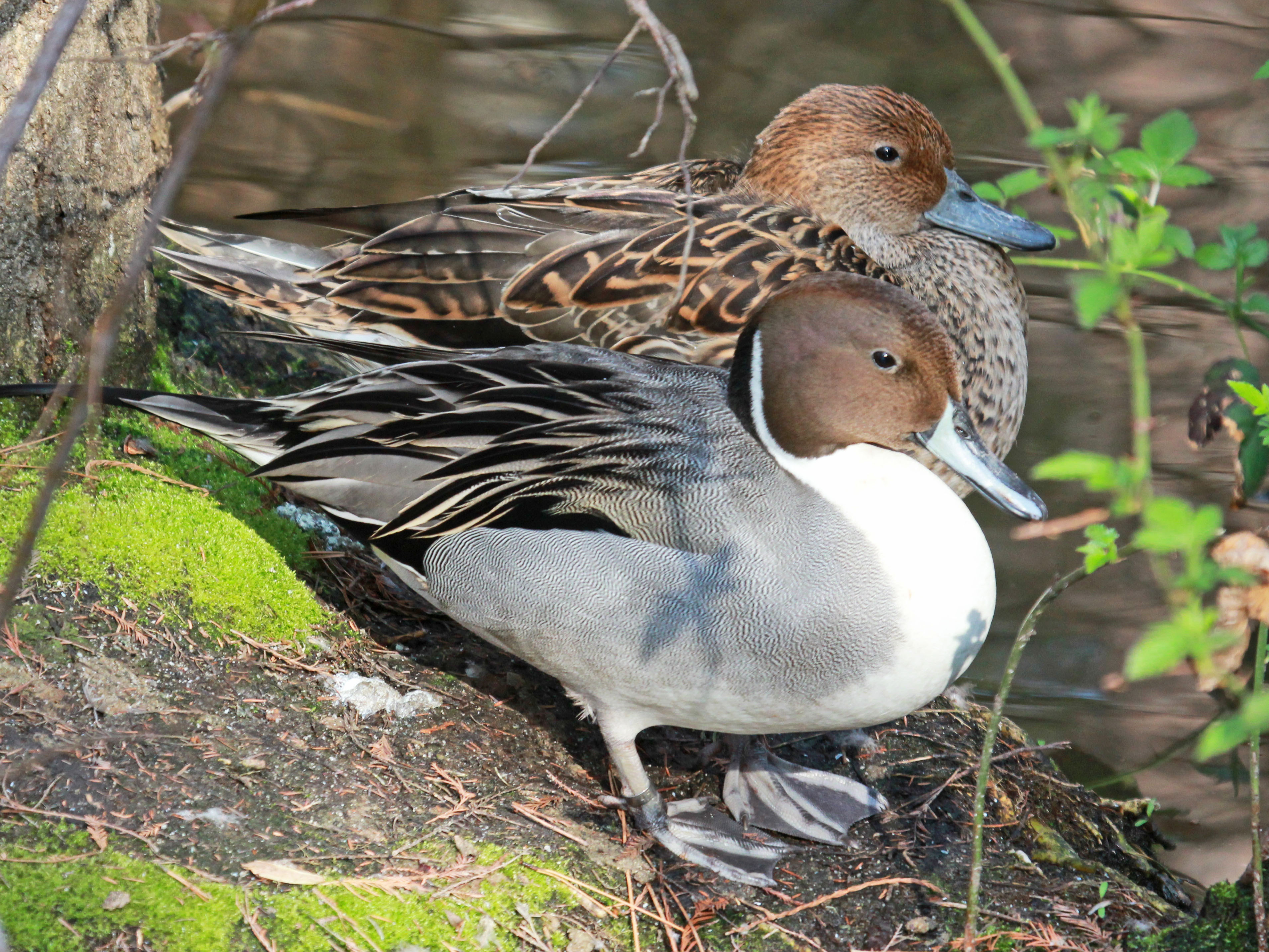
Ein Paar Spießenten

Der Lebensraum der Spießenten umfasst während der Brutzeit ausgedehnte Moore, Feuchtwiesen, Sümpfe, Überschwemmungszonen größerer Flüsse sowie Seengebiete, wobei sie verlandende und vegetationsreiche Gewässer bevorzugen. Sie zählen zu den charakteristischen Brutvögeln der arktischen und subarktischen Tundra. Die Aufzuchtzeit ihrer Jungen fällt dort in die kurzen Sommerperiode mit einem reichen Angebot an Insekten und proteinreicher Pflanzennahrung. In ihrem südlichen Verbreitungsgebiet zählen auch dünn bewaldete Waldsteppen zum Brutgebiet, sofern diese genügend offene Wasserflächen aufweisen. Spießenten sind Lebensraumopportunisten, die geeignete Brutreviere schnell besiedeln: Untersuchungen im US-amerikanischen Bundesstaat North Dakota zeigen, dass Spießenten Teiche als Brutrevier nutzen, die für das Weidevieh als Tränke neu angelegt wurden. Dabei wiesen Teiche mit einer Größe zwischen 0,4 und 0,8 Hektar die höchste Brutdichte auf.
Während der Mauser bevorzugen Spießenten kleine, freiliegende Wasserflächen im Röhricht nahrungsreicher Seen. Spießenten sind in dieser Zeit sehr gesellige Vögel. Große Mauserschwärme von Spießenten finden sich unter anderem an den großen Seen Kasachstans und im Mündungsgebiet der Wolga. Weitere Mauserplätze mit Massenansammlungen von Spießenten finden sich auch in den Waldsteppen- und Tundrenzonen Westsibiriens wie etwa am Unterlauf des Ob und des Jenissej. An den Mauserplätzen treffen zunächst die Erpel ein, die sich am Brutgeschäft nicht beteiligen, sowie die Weibchen, die erfolglos oder überhaupt nicht gebrütet haben. Die anderen Weibchen gesellen sich später mit den flügge gewordenen Jungvögeln hinzu, sobald sie im Brutrevier die Mauser durchlaufen haben. Zwischen 150.000 und 300.000 Spießenten sind dann im Spätsommer in dieser Region anzutreffen. Dabei vergesellschaften sie sich auch mit anderen Entenarten. Der Beginn des Weiterzuges in die Winterquartiere ist abhängig von der jeweiligen Verbreitungsregion. Er beginnt in Kasachstan bereits Mitte August. Während des Zuges halten sie sich auch in Flussmündungen, Brackwasserzonen, Haffs und Lagunen auf.

## Lebensweise

### Fortpflanzung

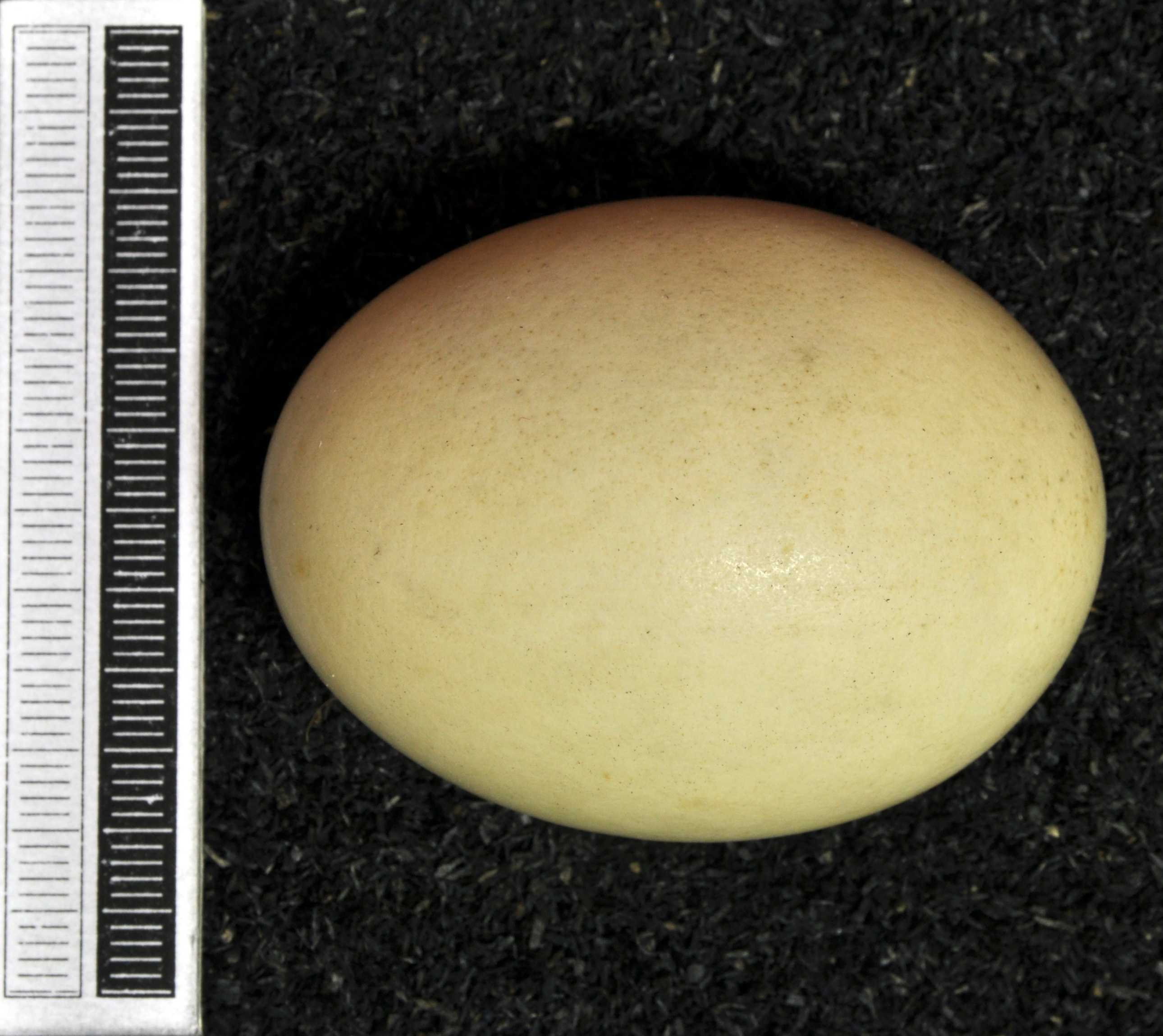
Ei, Sammlung Museum Wiesbaden

Beide Geschlechter erreichen ihre Fortpflanzungsfähigkeit am Ende ihres ersten Lebensjahres. Der größte Teil der Weibchen brütet allerdings erstmals gegen Ende des zweiten Lebensjahres. Die Paarbildung beginnt bereits während des Winterzuges zurück in die Brutgebiete. Brutpaare kommen immer nur für eine Brutperiode zusammen.
Der Erpel umwirbt das auf dem Wasser schwimmende Weibchen, indem er sich ihm mit gesenktem Kopf und angehobenen Schwanzfedern nähert. Dabei lässt er fortwährend seine Balzrufe erklingen. Die Paarung findet auf dem Wasser statt. Das Weibchen signalisiert seine Paarungsbereitschaft, indem es tiefer mit seinem Körper ins Wasser eintaucht. Das Männchen reagiert darauf mit einem erregten Kopfaufstoßen, bei dem der Kopf bei waagrecht gehaltenem Schnabel hochgereckt wird, und besteigt schließlich das Weibchen. Während der Paarung fasst der Erpel mit dem Schnabel die Federn am Hinterkopf der Partnerin. Nach der Paarung ruft der Erpel mit zurückgelegtem Kopf erneut.

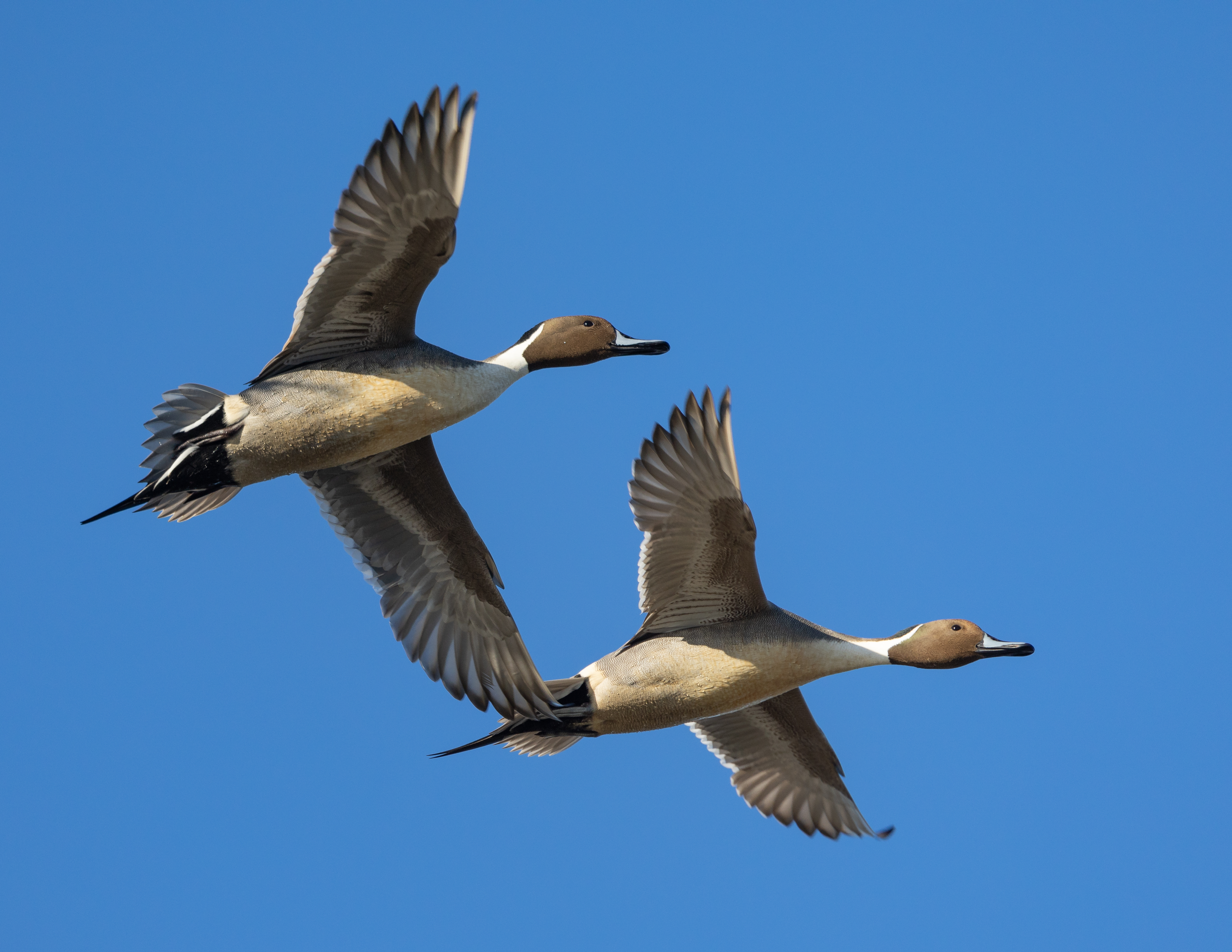
Zwei Erpel bei einem Reihflug

Gelegentlich sind bei Spießenten sogenannte Reihflüge zu beobachten, bei denen zwei oder mehr Erpel hinter einem einzelnen Weibchen herfliegen. In Phasen einer noch stattfindenden Paarbildung kommt es zu solchen Reihflügen, wenn mehrere Erpel ein Weibchen bedrängen, das Weibchen auffliegt und die Männchen ihm folgen. Außerdem sind sie gelegentlich zu beobachten, wenn ein bereits verpaarter Erpel das Nistgebiet gegen ein anderes Paar verteidigt und dem Paar fliegend bis zur Reviergrenze folgt.
Die Brutzeit liegt zwischen April und Juni und beginnt unmittelbar nach dem Frostaufbruch der Brutgewässer. Die Zeitdauer, die zwischen Ankunft im Brutgebiet und dem Brutbeginn liegt, ist abhängig von der jeweiligen Verbreitungsregion. An der Südgrenze des Brutareals verstreichen in der Regel 35 bis 40 Tage, bis ein Weibchen mit der Eiablage beginnt. Je nördlicher das Brutgebiet liegt, desto kürzer wird diese Zeitspanne. In der Region um Tobolsk beginnt die Eiablage 15 bis 20 Tage nach Ankunft des Weibchens. Auf der Jamal-Halbinsel liegt dieses Intervall bei fünf bis zehn Tagen.

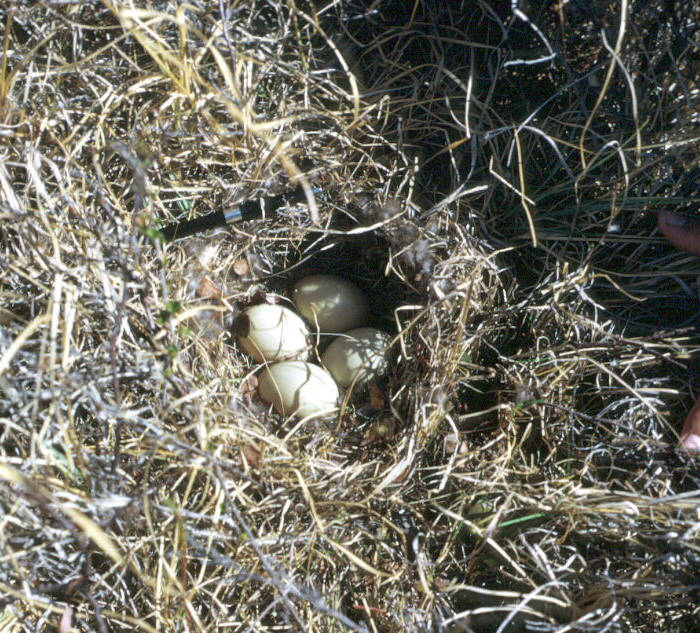
Nest und Gelege

Das Nest wird nur vom Weibchen am Boden angelegt. Es befindet sich in der Regel in der Riedzone auf einer trockenen Erhebung. Vor allem in Steppen- und Trockenrasenregionen brüten Spießenten mitunter auch in einer Entfernung vom Wasser, die mehrere Kilometer betragen kann. Die meisten Nester finden sich jedoch nicht mehr als 100 Meter vom nächsten Gewässer entfernt. Das flache Nest besteht aus Pflanzenmaterial und ist mit Daunen ausgepolstert. Ein Gelege besteht aus acht bis zwölf hellgrünen Eiern. Das Weibchen legt etwa ein Ei pro Tag. Die Eigröße beträgt etwa 55 × 28 Millimeter. Ein durchschnittliches Ei wiegt 45 Gramm, wobei sieben Prozent des Gewichts auf die Schale entfallen. Wird das Gelege zerstört, ist das Weibchen bis etwa Ende Juli in der Lage, ein Ersatzgelege zu legen.

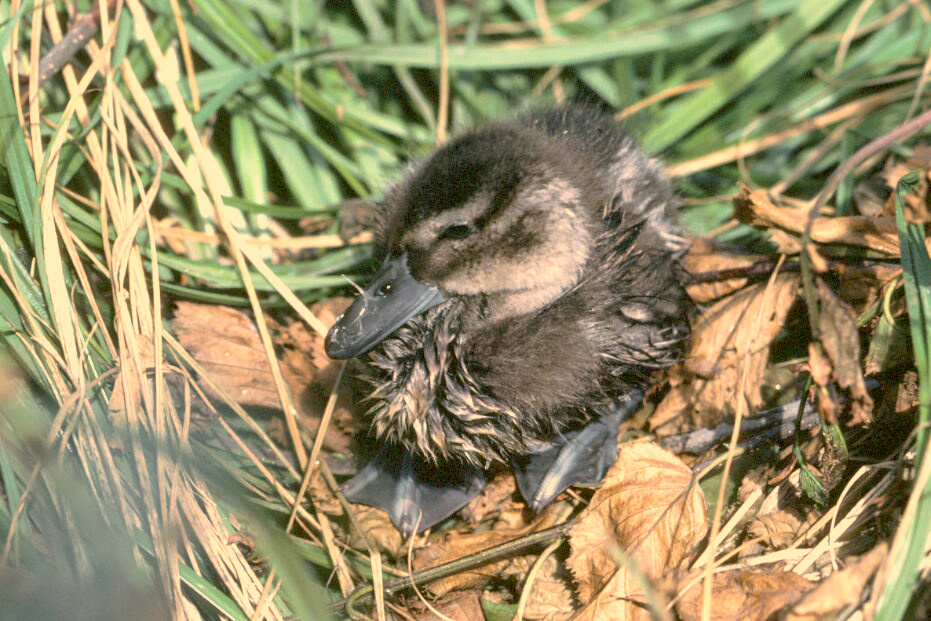
Spießentenküken

Brut und Aufzucht der Jungen erfolgt allein durch das Weibchen. Die Erpel halten sich zunächst noch in Nestnähe auf. Mit dem Fortschreiten der Brutperiode wird die Paarbindung zwischen Erpel und Weibchen zunehmend lockerer. Die Erpel schließen sich anderen Erpeln an und ziehen schließlich in Richtung der Mauserplätze ab. Das Weibchen bebrütet das Gelege etwa 22 bis 24 Tage. Die frisch geschlüpften Dunenküken werden nach dem Schlupf vom Weibchen zum nächsten Gewässer geführt, wo sie die ersten Wochen von Insekten leben, die sie von der Wasseroberfläche abpicken. Die Küken sind nach 46 bis 47 Tagen flügge. Sie verbleiben allerdings in der Regel bei dem Muttervogel, bis dieser die Mauser vollständig durchlaufen hat.
Etwa zwei von vier geschlüpften Küken überleben die ersten zwei Lebenswochen. Nur jedes vierte Küken dagegen wird auch flügge. Das maximale Lebensalter, das für eine Spießente bislang nachgewiesen werden konnte, beträgt 27 Jahre und fünf Monate. Die durchschnittliche Lebensspanne einer Spießente liegt allerdings deutlich darunter. Detaillierte Untersuchungen fehlen jedoch. Es ist aber sehr wahrscheinlich, dass die durchschnittliche Lebenserwartung einer Spießente ähnlich wie bei der Stockente zwei Jahre beträgt.

### Ernährung
Spießenten ernähren sich überwiegend von Wasserpflanzen, die sie im flachen Wasser gründelnd aufnehmen. Die jeweilige Nahrungszusammensetzung ist dabei abhängig vom örtlichen Nahrungsangebot. Wie für Gründelenten charakteristisch, stehen sie bei der Nahrungssuche häufig mit Kopf nach unten im Wasser und halten durch leichte Beinbewegungen das Gleichgewicht. Auf Grund des langen Halses können Spießenten auch noch Nahrungsbestandteile aufnehmen, die sich 30 Zentimeter unterhalb der Wasseroberfläche finden. Spießenten nutzen daher Wasserzonen, die außerhalb der Reichweite anderer Gründelenten wie etwa der Krick- oder Stockente liegen. Auch in ganz flachem Wasser werden der Kopf und der Hals bei der Nahrungssuche ganz eingetaucht und das Bodensediment durchsucht. Die Nahrungsaufnahme erfolgt überwiegend am Abend und in der Nacht. Den größten Teil des Tages verbringen Spießenten ruhend.
Die Nahrung besteht hauptsächlich aus Pflanzenmaterial wie Samen und Rhizome von Wasserpflanzen. Gelegentlich suchen Spießenten auch an Land nach Wurzeln, Getreidekörnern und anderen Samen. Dieses Verhalten ist aber bei anderen Enten der Anas-Gattung ausgeprägter. Zu den landwirtschaftlichen Feldfrüchten, die von Spießenten gefressen werden, zählen unter anderem Weizen, Gerste, Hirse, Buchweizen sowie Reis.
Abweichend von der tendenziell eher vegetarischen Nahrungsweise nehmen Weibchen während der Brutzeit einen hohen Anteil tierischer Nahrung zu sich. Vor dem Legen der Eier beträgt dieser Anteil 56 Prozent; er steigt während der Legephase auf 77 Prozent und fällt danach auf 29 Prozent. Bei nicht eierlegenden Weibchen liegt der Anteil tierischer Nahrung dagegen nur bei 4,6 Prozent. Die tierische Nahrung von Spießenten besteht überwiegend aus den Larven verschiedener Wasserinsekten sowie Weichtieren, Flohkrebsen und Wenigborstern. Steht den Weibchen tierische Nahrung in nicht ausreichendem Maße zur Verfügung, so hat dies Auswirkungen auf die Gelegegröße. Weibchen, die in dieser Zeit ausschließlich Weizen zum Fressen erhielten, hatten ein Gelege, das um bis 46 bis 50 Prozent kleiner war.

## Fressfeinde und Krankheiten
Gelege und Küken der Spießenten sind durch Raubsäuger wie Füchse und Dachse und durch Vögel wie Möwen, Krähen und Elstern gefährdet. Ausgewachsene Spießenten können sich in der Regel der Nachstellung von Raubsäugern durch Auffliegen entziehen. Brütende Spießentenweibchen werden jedoch am Nest häufig von großen Raubsäugern wie etwa dem Rotluchs oder dem Rotfuchs überrascht. Einige Greifvögel wie etwa der Habicht sind in der Lage, Spießenten auch am Boden zu schlagen. Einige Falken, darunter insbesondere der Gerfalke, sind ausreichend schnell und kräftig, um auch fliegende Spießenten zu erjagen.
Spießenten werden von einer Reihe von Parasiten befallen. Dazu gehören Kryptosporidien, Giardien, Bandwürmer und Federlinge. Auch andere Vogelerkrankungen treten bei der Spießente auf. Es ist häufig die Art mit der höchsten Mortalitätsrate, wenn unter Wassergeflügel Botulismus oder Geflügelcholera ausbricht. Spießenten können außerdem an der Vogelgrippe H5N1 erkranken.

## Bestand
Die Spießente ist eine der Arten, die unter das Agreement on the Conservation of African-Eurasian Migratory Waterbirds (AEWA) fällt, sie hat aber keinen speziellen Schutzstatus im Rahmen der CITES-Vereinbarungen.

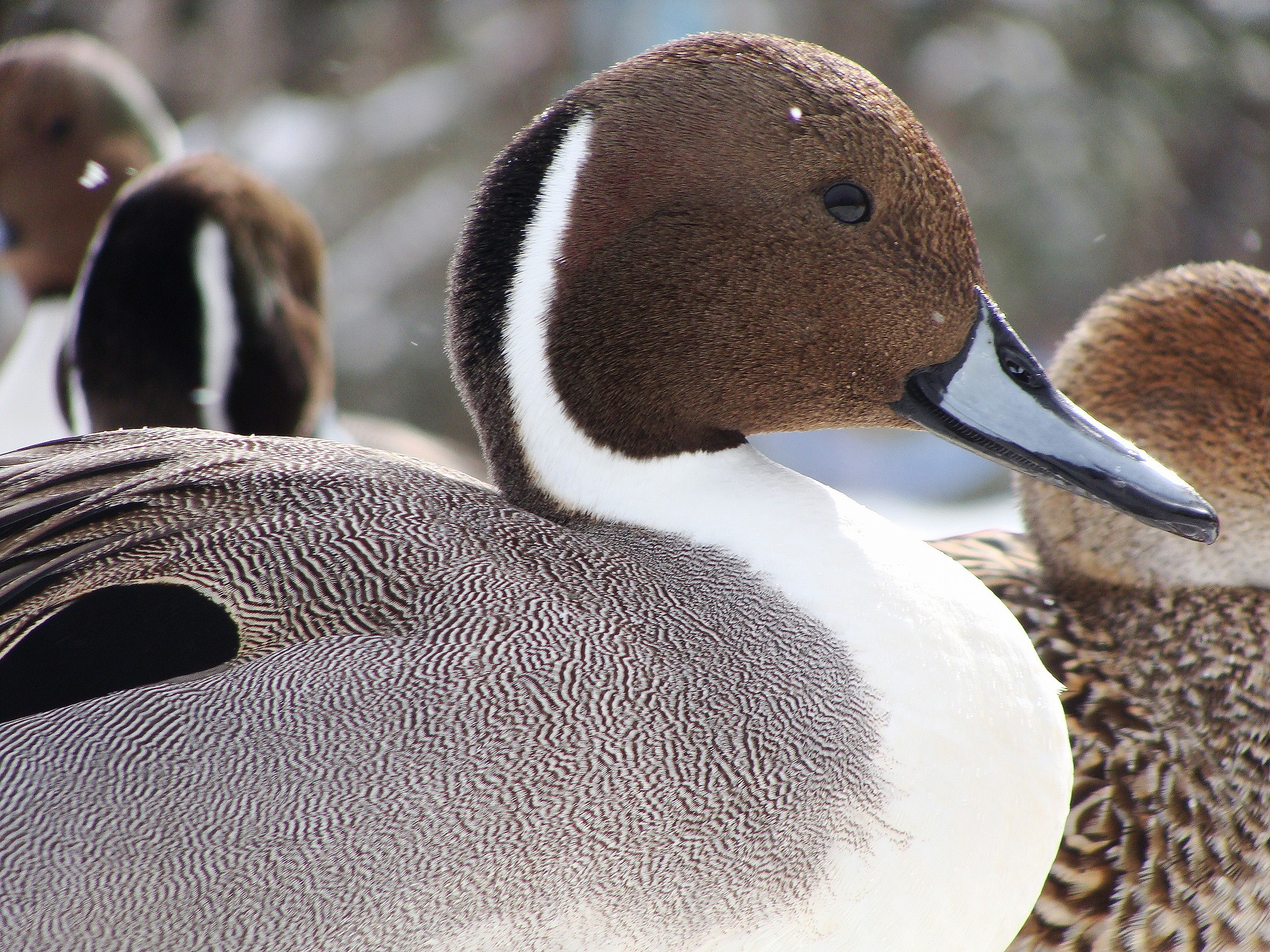
Kopf des Erpels

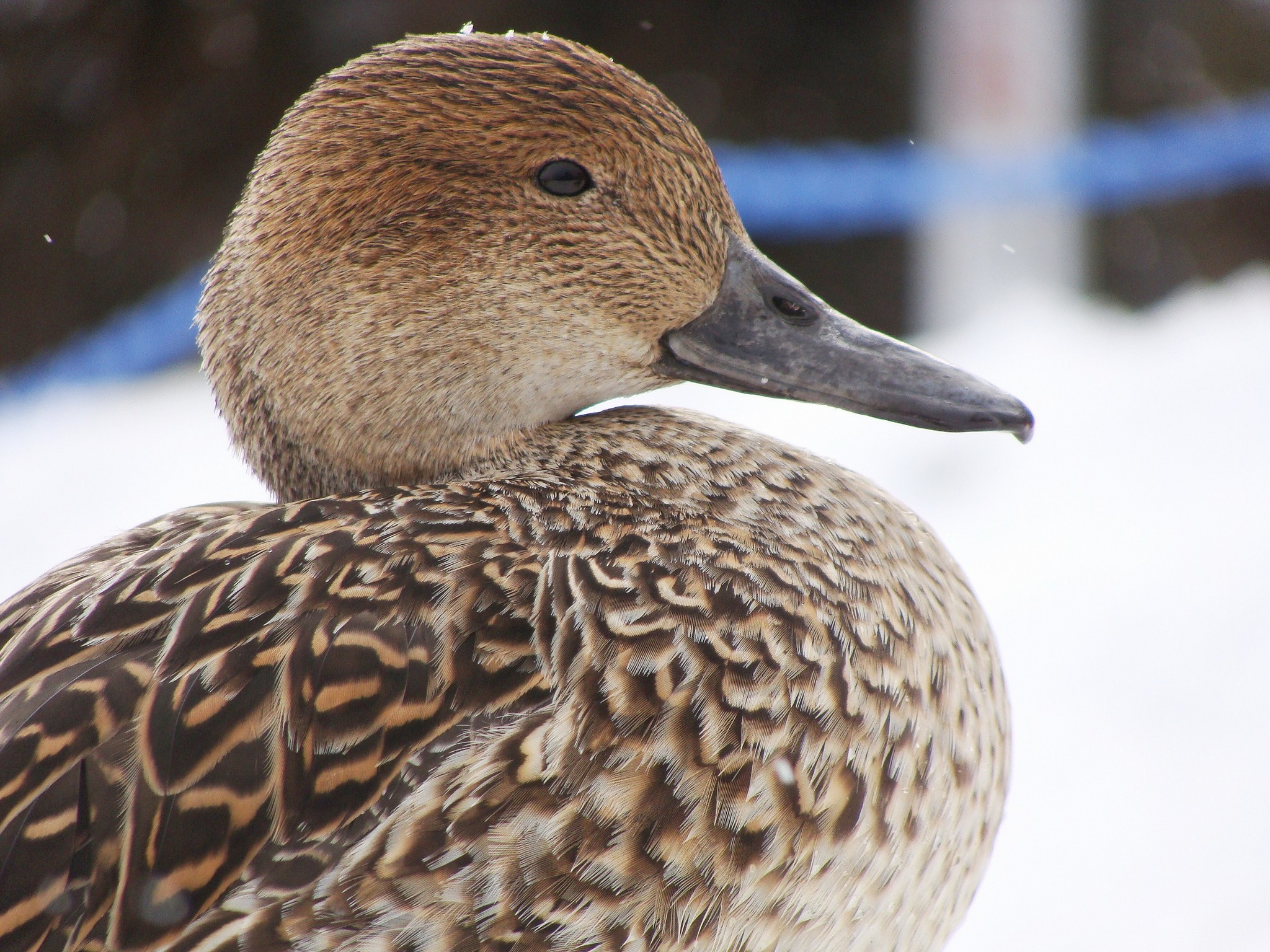
Kopf des Weibchens

Die weltweite Population wird aktuell auf 6,1 bis 7,7 Millionen Individuen geschätzt. Die IUCN geht davon aus, dass die Population in den letzten Jahren beziehungsweise in den letzten drei Generationen nicht mehr als 30 Prozent abgenommen hat. Dementsprechend wird die Art von der IUCN als least concern oder nicht bedroht eingestuft.
Die am besten dokumentierten Bestandszahlen liegen für Nordamerika vor. Sie belegen, dass die Art insgesamt starken Populationsschwankungen unterworfen ist: In Nordamerika ging die Brutpopulation zwischen 1957 und 1964 von ursprünglich 10 Millionen Individuen auf 3,5 Millionen zurück. Wichtigste Ursache des Rückgangs war neben einer lang anhaltenden Dürre in den Präriegebieten eine Reihe von Krankheitsepidemien, von denen Spießenten stark betroffen waren. Der Bestand erholte sich bis 1969 wieder auf 5,9 Millionen Individuen und blieb in den 1970er Jahren mit etwa 5,6 Millionen Individuen stabil. 1988 lag der nordamerikanische Bestand allerdings nur noch bei zwei Millionen Spießenten. Nach den Untersuchungen kanadischer und US-amerikanischer Behörden zählen zu den Ursachen für den Bestandseinbruch eine jagdliche Übernutzung, Lebensraumverlust und klimatische Einflüsse. In den zwei Botulismus-Epidemien des Jahres 1997, denen in Kanada und den USA etwa 1,5 Millionen Wasservögel zum Opfer fielen, waren Spießentenbestände erneut besonders stark betroffen. 1999 lag die Brutpopulation um etwa 30 Prozent unter dem langjährigen Durchschnitt. Auch die eurasischen Brutbestände gehen offenbar zurück. Dies wird vor allem an der Zahl überwinternder Spießenten festgemacht: Während die Zahl der im westlichen Afrika überwinternden Spießenten mit 1,2 Millionen in den letzten dreißig Jahren stabil blieb, geht die sich im Winterhalbjahr im Nordwesten Europas aufhaltende Population an Spießenten leicht zurück. Die Zahl der im Schwarzen Meer sowie im östlichen Mittelmeerraum überwinternden Spießenten sinkt dagegen jährlich um durchschnittlich 6,4 Prozent. Für andere Überwinterungsgebiete liegen keine ausreichenden Zahlen vor, um daraus auf die Entwicklung des Bestandes zu schließen.
In ihrer Wertung der zukünftigen Bestandsentwicklung geht die Ornithologin Janet Kear davon aus, dass die Populationszahlen der Spießente zukünftig weiter zurückgehen werden. Die traditionellen Überwinterungsplätze sind durch eine fortschreitende industrielle Entwicklung bedroht. In Nordamerika ging die Brutpopulation der Präriegebiete trotz Schutzmaßnahmen durch den Verlust von Lebensraum drastisch zurück. Ein Forschungsteam, das im Auftrag der britischen Umweltbehörde und der RSPB die zukünftige Verbreitungsentwicklung von Vögeln auf Basis von Klimamodellen untersuchte, kommt zu einem ähnlichen Ergebnis und geht davon aus, dass es bei der Spießente bis zum Ende des 21. Jahrhunderts auf Grund der Klimaerwärmung zu einem weiträumigen Verschwinden in West-, Nord- und Mitteleuropa kommen wird. Das Verbreitungsgebiet wird sich nach dieser Prognose deutlich verkleinern und nach Norden verschieben.

## Spießenten und Menschen
Wegen ihrer Wachsamkeit und ihres schnellen Fluges sind Spießenten für den Jäger keine leicht zu erlegende Beute, was aber für viele Jäger den Reiz der Jagd auf sie erhöht. Ihrem Fleisch wird außerdem eine gute Qualität nachgesagt. Fast im gesamten Verbreitungsgebiet wird sie vom Menschen bejagt. In Deutschland machen Spießenten weniger als 10 Prozent der erlegten Entenarten aus, wobei der Jagd nahezu ausschließlich Durchzügler zum Opfer fallen. Spießenten sind mit Ausnahme von Bayern, Bremen, Sachsen und Sachsen-Anhalt bundesweit ganzjährig geschont. In der Schweiz gab es seit 2007 keine Abschüsse mehr. In Österreich zählt die Spießente nicht zum jagdbaren Federwild. In den USA und in Kanada ist die Spießente dagegen ein jagdlich wichtiges Federwild. Obwohl die Spießente zu den häufigsten Entenarten weltweit zählt, haben dort die Jagd und andere den Bestand beeinflussende Faktoren die Population schrumpfen lassen, so dass diese Art zeitweise unter Schutz gestellt beziehungsweise die Bejagung eingeschränkt wurde. Eine lokale jagdliche Übernutzung kann sich auf die Bestandszahlen eines sehr großen Verbreitungsgebietes negativ auswirken, da die im Sommerhalbjahr opportunistisch neue Lebensräume besiedelnden Spießenten eine hohe Standorttreue gegenüber ihren Überwinterungsplätzen aufweisen.

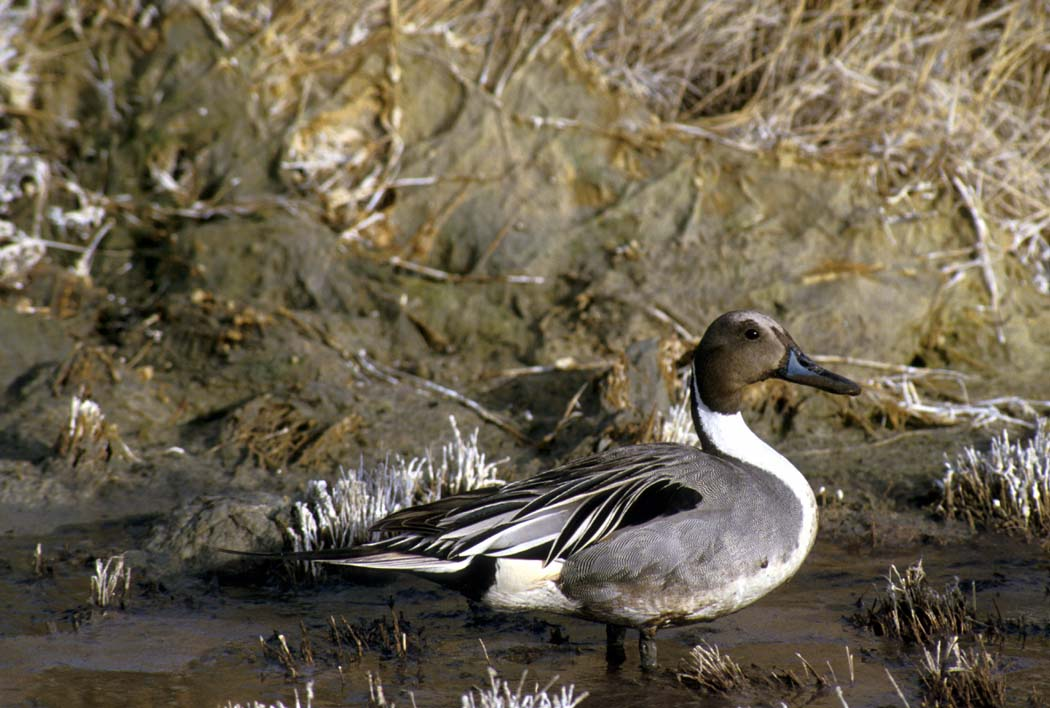
Erpel

Durch den Menschen werden unter anderem Lebensräume der Spießente so verändert, dass sie als Brutgebiet nicht mehr in Frage kommen. Bestandsbeeinflussend ist vor allem die Trockenlegung von Sumpf- und Marschland zwecks Umwandlung in landwirtschaftlich genutzte Flächen. In vielen Teilen des Verbreitungsgebiets fällt außerdem die landwirtschaftliche Pflanz- und Saatzeit in den Zeitraum, in dem die Spießenten bereits ihre Nester angelegt haben. Eine Vielzahl von Gelegen wird deswegen durch landwirtschaftliche Arbeiten zerstört. In einer kanadischen Studie fielen mehr als die Hälfte der beobachteten Nester Pflüg- und Eggarbeiten zum Opfer. Studien in North Dakota bestätigen dieses Ergebnis.
Die Jagd mit Bleischrot sowie das Angeln mit Bleisenkern gelten als die wichtigsten Gründe für Bleivergiftungen, die bei Gründelenten besonders häufig auftreten. In einer spanischen Studie zählten Spieß- und Tafelenten zu den Arten, die am häufigsten mit der Nahrung Blei zu sich nahmen. In den meisten westeuropäischen Ländern, den USA sowie Kanada ist die Verwendung von bleihaltiger Munition für die Jagd auf Wassergeflügel mittlerweile verboten.

## Systematik
Die Art wurde 1758 durch Carl von Linné in seiner Systema naturae als Anas acuta eingeordnet. Während anas die lateinische Bezeichnung für „Ente“ ist, leitet sich acuta vom lateinischen Verb acuere ab, das für „schärfen“ oder „spitzen“ steht.
Innerhalb der artenreichen Anatinae-Gattung Anas ist die Spießente am engsten mit der südamerikanischen Spitzschwanzente (Anas georgica) und der Kerguelenente (Anas eatoni) verwandt. Die im südlichen Indischen Ozean als Inselform vorkommende Kerguelenente galt lange als eine Unterart der Spitzschwanzente. Mittlerweile wird ihr ein eigener Artstatus zuerkannt. Bereits 1824 ist von James Francis Stephens vorgeschlagen worden, die Artengruppe der Spitzschwanzenten einer eigenen Gattung mit dem Gattungsnamen Dafila zuzuordnen. Dieser Vorschlag wird durch neue morphologische und molekularbiologische Erkenntnisse bestätigt, hat sich aber bislang nicht allgemein durchgesetzt.
Trotz des großen Verbreitungsgebietes weist die Art der Spießenten keine Unterarten auf, sie wird deshalb als eine monotypische Art bezeichnet. Brutpaare bilden sich in den Überwinterungsgebieten, wo Spießenten aus unterschiedlichen Verbreitungsgebieten aufeinander treffen. Dieses Verhaltensmerkmal sowie die Fähigkeit, neue Brutgebiete opportunistisch zu besiedeln, haben dazu geführt, dass sich bislang keine erkennbaren morphologischen Unterschiede herausgebildet haben.

### Einzelbelege
1. 1 2 3 4 5  Einhard Bezzel: Vögel. BLV Verlagsgesellschaft, München 1996, ISBN 3-405-14736-0, S. 125
2. ↑  Torsten Ryslavy, Hans-Günther Bauer, Bettina Gerlach, Ommo Hüppop, Jasmina Stahmer, Peter Südbeck & Christoph Sudfeldt: Rote Liste der Brutvögel Deutschlands, 6 Fassung. In: Deutscher Rat für Vogelschutz (Hrsg.): Berichte zum Vogelschutz. Band 57, 30. September 2020.
3. 1 2 3  Kolbe, S. 247
4. 1 2 3 4 5 6 7 8 9 10 11  Kear, S. 596
5. ↑  Niethammer, S. 451 – bei Niethammer finden sich sehr detaillierte, nach Messort und Jahreszeit differenzierte Gewichtsangaben
6. 1 2 3 4 5 6 7 8 9 10  Steve Madge, Burn, Hilary: Wildfowl: An Identification Guide to the Ducks, Geese and Swans of the World (Helm Identification Guides). Christopher Helm, 1988, ISBN 0-7470-2201-1, S. 222–224.
7. ↑  Niethammer, S. 449
8. ↑  Niethammer, S. 450
9. 1 2 3 4 5  Kolbe, S. 248
10. 1 2 3  John Gooders, Boyer, Trevor: Ducks of Britain and the Northern Hemisphere. Collins & Brown, 1997, ISBN 1-85585-570-4, S. 58–61.
11. 1 2 3  Mullarney, Killian; Svensson, Lars, Zetterstrom, Dan; Grant, Peter. (2001): Birds of Europe. Princeton University Press. p 48-9, ISBN 0-691-05054-6
12. 1 2  Niethammer, S. 452
13. ↑  Kästner, S. 84
14. ↑  Hans-Heiner Bergmann; Hans-Wolfgang Helb; Sabine Baumann; Die Stimmen der Vögel Europas – 474 Vogelporträts mit 914 Rufen und Gesängen auf 2.200 Sonogrammen, Aula-Verlag, Wiesbaden 2008, ISBN 978-3-89104-710-1, S. 58 und 59
15. ↑  Niethammer, S. 453
16. 1 2  Anas acuta in der Roten Liste gefährdeter Arten der IUCN 2008. Eingestellt von: BirdLife International, 2008. Abgerufen am 31. Januar 2009.
17. 1 2  Niethammer, S. 454
18. ↑  Bezzel, S. 124
19. ↑  Northern Pintail species description. In: Bird Guide. Cornell Lab of Ornithology, abgerufen am 14. Januar 2008.
20. ↑  Niethammer, S. 460
21. ↑   P. J. Higgins (Hrsg.): Handbook of Australian, New Zealand & Antarctic Birds, Band 1, Ratites to Ducks, Oxford University Press, Oxford 1990, ISBN 0-19-553068-3, S. 1302
22. ↑  From Tokyo to Tupelo. In: ESPN Outdoors News. ESPN Outdoors, abgerufen am 23. Januar 2008.
23. 1 2 3 4 5 6 7 8  Jerry Robinson, Johansson, Carl (editor): Anas acuta. In: Animal Diversity Web. University of Michigan Museum of Zoology, 2002, abgerufen am 13. Januar 2008.
24. 1 2 3  Kästner, S. 85
25. ↑  Rutschke, S. 86
26. ↑  Kear, S. 4
27. 1 2  Kear, S. 595
28. 1 2 3 4  Suchy und Anderson, S. 3
29. 1 2  Niethammer, S. 461
30. 1 2 3  Niethammer, S. 466
31. ↑  Rutschke, S. 69
32. 1 2  Rutschke, S. 67
33. ↑  Rutschke, S. 207
34. ↑  Niethammer, S. 467
35. ↑  Rutschke, S. 208
36. 1 2 3  Pintail Anas acuta [Linnaeus, 1758]. In: BTOWeb BirdFacts. British Trust for Ornithology, abgerufen am 13. Januar 2008.
37. ↑  Kear, S. 598
38. ↑  Mallard Duck Drake: Anas platyrhynchos. In: Guide to Birds. Archiviert vom Original am 21. Oktober 2007; abgerufen am 15. Januar 2008.
39. ↑  Suchy und Anderson, S. 2
40. ↑  Rutschke, S. 206
41. ↑  Suchy und Anderson, S. 1–2
42. ↑  Kolbe, S. 148
43. 1 2  Suchy und Anderson, S. 1
44. ↑  Dick Forsman: The Raptors of Europe & the Middle East A Handbook of Field Identification. Princeton University Press, 2008, ISBN 0-85661-098-4, S. 21–25.
45. ↑  Ryan C. Kuhn, Rock, Channah M; Oshima, Kevin H.: Occurrence of Cryptosporidium and Giardia in Wild Ducks along the Rio Grande River Valley in Southern New Mexico. In: Applied Environmental Microbiology. 68. Jahrgang, Nr. 1, Januar 2002, S. 161–165, doi:10.1128/AEM.68.1.161-165.2002, PMC 126547 (freier Volltext).
46. ↑  Cotugnia fastigata. In: Parasite species summary page. Archiviert vom Original am 9. September 2007; abgerufen am 14. Januar 2008.
47. ↑  NA Williams, Calverley, BK; Mahrt JL: Blood parasites of mallard and pintail ducks from central Alberta and the Mackenzie Delta, Northwest Territories. In: Journal of Wildlife Diseases. 13. Jahrgang, Nr. 3, 1977, S. 226–229.
48. ↑  Feather Lice Infection in Waterfowl. Archiviert vom Original am 6. September 2007; abgerufen am 14. Januar 2008.
49. 1 2 3  Milton Friend, McLean, Robert G; Dein, F. Joshua: Disease emergence in birds: Challenges for the twenty-first century. In: The Auk. 118. Jahrgang, Nr. 2, April 2001, S. 290–303.
50. ↑  Avian influenza tests complete on wild northern pintail ducks in Montana. In: News release No. 0402.06. U.S. Department of Agriculture, abgerufen am 14. Januar 2008.
51. ↑  Annex 2: Waterbird species to which the Agreement applies. (PDF; 59 kB) In: Agreement on the conservation of African-Eurasian migratory Waterbirds (AEWA). AEWA, archiviert vom Original am 12. Januar 2012; abgerufen am 13. Januar 2008.  Info: Der Archivlink wurde automatisch eingesetzt und noch nicht geprüft. Bitte prüfe Original- und Archivlink gemäß Anleitung und entferne dann diesen Hinweis.
52. ↑  David Snow, Perrins, Christopher M (editors): The Birds of the Western Palearctic concise edition (2 volumes). Oxford University Press, Oxford 1998, ISBN 0-19-854099-X, S. 222–225.
53. ↑  Kear, S. 597 und S. 599
54. ↑   Brian Huntley, Rhys E. Green, Yvonne C. Collingham, Stephen G. Willis: A Climatic Atlas of European Breeding Birds, Durham University, The RSPB and Lynx Editions, Barcelona 2007, ISBN 978-84-96553-14-9, S. 77
55. ↑  Teresa Marrone: Dressing & Cooking Wild Game (Complete Hunter). Creative Publishing International, 2000, ISBN 0-86573-108-X, S. p123.
56. ↑  Mark Cocker, Mabey, Richard: Birds Britannica. Chatto & Windus, London 2005, ISBN 0-7011-6907-9. p97
57. ↑  Rutschke, S. 158
58. ↑  U.S. Fish and Wildlife Service Proposes Duck Hunting Regulations, Limited Canvasback Season Re-Opened. In: News Release August 1, 2003. U.S. Fish and Wildlife Service, archiviert vom Original am 20. August 2007; abgerufen am 15. Januar 2008.  Info: Der Archivlink wurde automatisch eingesetzt und noch nicht geprüft. Bitte prüfe Original- und Archivlink gemäß Anleitung und entferne dann diesen Hinweis.
59. ↑  Losing ground: The top 10 common birds in decline. (PDF) In: Common birds in decline; a state of the birds report, summer 2007. Audubon, archiviert vom Original am 11. September 2008; abgerufen am 15. Januar 2008 (englisch).
60. ↑  Index of Species Information. In: Wildlife species: Anas acuta. USDA Forest Service, abgerufen am 15. Januar 2008 (englisch).
61. ↑  A.M. Scheuhammer, Norris, S. L.: The ecotoxicology of lead shot and lead fishing weights. In: Ecotoxicology. 5. Jahrgang, Nr. 5, 1996, S. 279–295.
62. ↑  Rafael Mateo, Martínez-Vilalta, Albert; Guitart, Raimon: Lead shot pellets in the Ebro delta, Spain: Densities in sediments and prevalence of exposure in waterfowl. In: Environmental Pollution. 96. Jahrgang, Nr. 3, S. 335–341, doi:10.1016/S0269-7491(97)00046-8.
63. ↑  Service continues to expand non-toxic shot options. Pressemitteilung. U.S. Fish and Wildlife Service, 25. Oktober 2000, archiviert vom Original (nicht mehr online verfügbar) am 16. Dezember 2007; abgerufen am 15. Januar 2008 (englisch).  Info: Der Archivlink wurde automatisch eingesetzt und noch nicht geprüft. Bitte prüfe Original- und Archivlink gemäß Anleitung und entferne dann diesen Hinweis.
64. ↑  Crunch time for lead shot ban. In: New Scientist. 5. April 1997, abgerufen am 15. Januar 2008 (englisch).
65. ↑  Lead & Non-Lead Shot. British Association for Shooting and Conservation, archiviert vom Original am 25. Mai 2006; abgerufen am 15. Januar 2008 (englisch).
66. ↑  Carolus Linnaeus: Systema naturae per regna tria naturae, secundum classes, ordines, genera, species, cum characteribus, differentiis, synonymis, locis. Tomus I. Editio decima, reformata. Holmiae. (Laurentii Salvii)., 1758, S. 126: „A. cauda acuminata elongata subtus nigra, occipite utrinque linea alba“
67. ↑  uk.rec.birdwatching, scientific bird names explained. Abgerufen am 13. Januar 2008
68. ↑  Kevin P. Johnson, Sorenson, Michael D.: Phylogeny and biogeography of dabbling ducks (genus Anas): a comparison of molecular and morphological evidence (PDF; 1,0 MB). In: The Auk. 116. Jahrgang, Nr. 3, 1999, S. 792–805.
69. ↑  Kevin P. Johnson, McKinney, Frank; Wilson, Robert; Sorenson, Michael D.: The evolution of postcopulatory displays in dabbling ducks (Anatini): a phylogenetic perspective. (Memento vom 29. Juni 2006 im Internet Archive). In: Animal Behaviour. 59. Jahrgang, Nr. 5, 2000, S. 953–963.
70. ↑  B. C. Livezey: A phylogenetic analysis and classification of recent dabbling ducks (Tribe Anatini) based on comparative morphology (PDF; 2,8 MB). In: The Auk. 108. Jahrgang, Nr. 3, 1991, S. 471–507.